# Timothy Charles Harrington
Timothy Charles Harrington (1851 - 12 mars 1910), né à Castletownbere, comté de Cork, est un journaliste irlandais, avocat, homme politique nationaliste et député à la Chambre des communes du Royaume-Uni de Grande-Bretagne et d'Irlande. Membre du Parti parlementaire irlandais, il représente Westmeath de février 1883 à novembre 1885. En 1885, il est élu dans la nouvelle circonscription de Dublin Harbour, qu'il représente jusqu'à sa mort en 1910. Il est lord-maire de Dublin à trois reprises de 1901 à 1904.

## Biographie
Il fait ses études à l'Université catholique d'Irlande et au Trinity College de Dublin. Il possède deux journaux, United Ireland et le Kerry Sentinel et est membre du soi-disant groupe Bantry d'éminents hommes politiques nationalistes des environs de Bantry. Ils sont également plus péjorativement connus sous le nom de fanfare du Pape. Tim Healy est un autre membre important de ce groupe non officiel.
En 1884, Harrington publie une brochure, " Maamtrasna Massacres - Impeachment of the Trials " dans laquelle il critique le dossier du ministère public contre les huit hommes accusés des meurtres de la famille Joyce le 17 août 1882. Il fournit la preuve que le procureur de la Couronne George Bolton a délibérément supprimé des preuves qui auraient acquitté Myles Joyce, qui a été pendu, et quatre hommes qui ont été condamnés à vingt ans de prison.
Harrington est secrétaire et organisateur en chef de la Ligue nationale irlandaise (INL), partisan de Charles Stewart Parnell et est en grande partie responsable de la conception du plan de campagne agraire en 1886. Il devient un nationaliste parnellite lorsque le parti se scinde en 1891 en continuant comme secrétaire de l'INL. En 1897, il se proclame nationaliste indépendant et se range du côté de la United Irish League de William O'Brien dès ses débuts. Il est brièvement considéré comme une alternative possible à John Redmond en tant que chef du Parti parlementaire irlandais réunifié en 1900 lorsqu'il se présente aux élections générales cette année-là en tant que nationaliste à nouveau.
Par la suite, il est exclu du cercle fermé des confidents de Redmond, mais conserve de la sympathie pour O'Brien et représente les intérêts des métayers lors des négociations de la Conférence foncière de 1902 qui conduit à la promulgation du Wyndham Land Purchase (Irlande) de 1903.
Harrington est commémoré par une statue érigée en 2001 à l'extrémité est de Castletownbere près du bar Millbrook.